# Коблер Мор Ни Конхобайр
Коблер Мор Ни Конхобайр (ум. 1395, Ирландия) — гэльская леди. Её имя включено в композицию «Этаж наследия» Джуди Чикаго.

## Биография
Коблер Мор была членом династии Конхобайр, её предки были королями Коннахта с VII века. Её отец правил в 1318—1324 годах; его предок, Тойрделбах Уа Конхобайр (умер в 1156 году), был одним из последних верховных королей Ирландии.
Ни Конхобайр была богатой ирландкой и хранительницей гэльских обычаев в то время, когда их подрывал король Англии Эдуард III. В 1367 году гэльские традиции были объявлены незаконными Килкеннийским статутом.
В её некрологе говорится, что она была замужем за следующими гэльскими королями:
1. Ниал мак Домналла, король Тирконнелла
2. Аэд О’Руайрк, король Брейфне
3. Cathal mac Aedh Breifneach Ó Conchobair, брат Aedh mac Aedh Breifneach Ó Conchobair, короля 1342 года[2].

В «Анналах четырёх мастеров» Мор упоминается как «Port na-d-Tri Namhat» («порт/гавань трёх врагов»), потому что трое её мужей были врагами друг друга.
Похоронена в монастыре Бойл.